# Надольский, Степан Романович

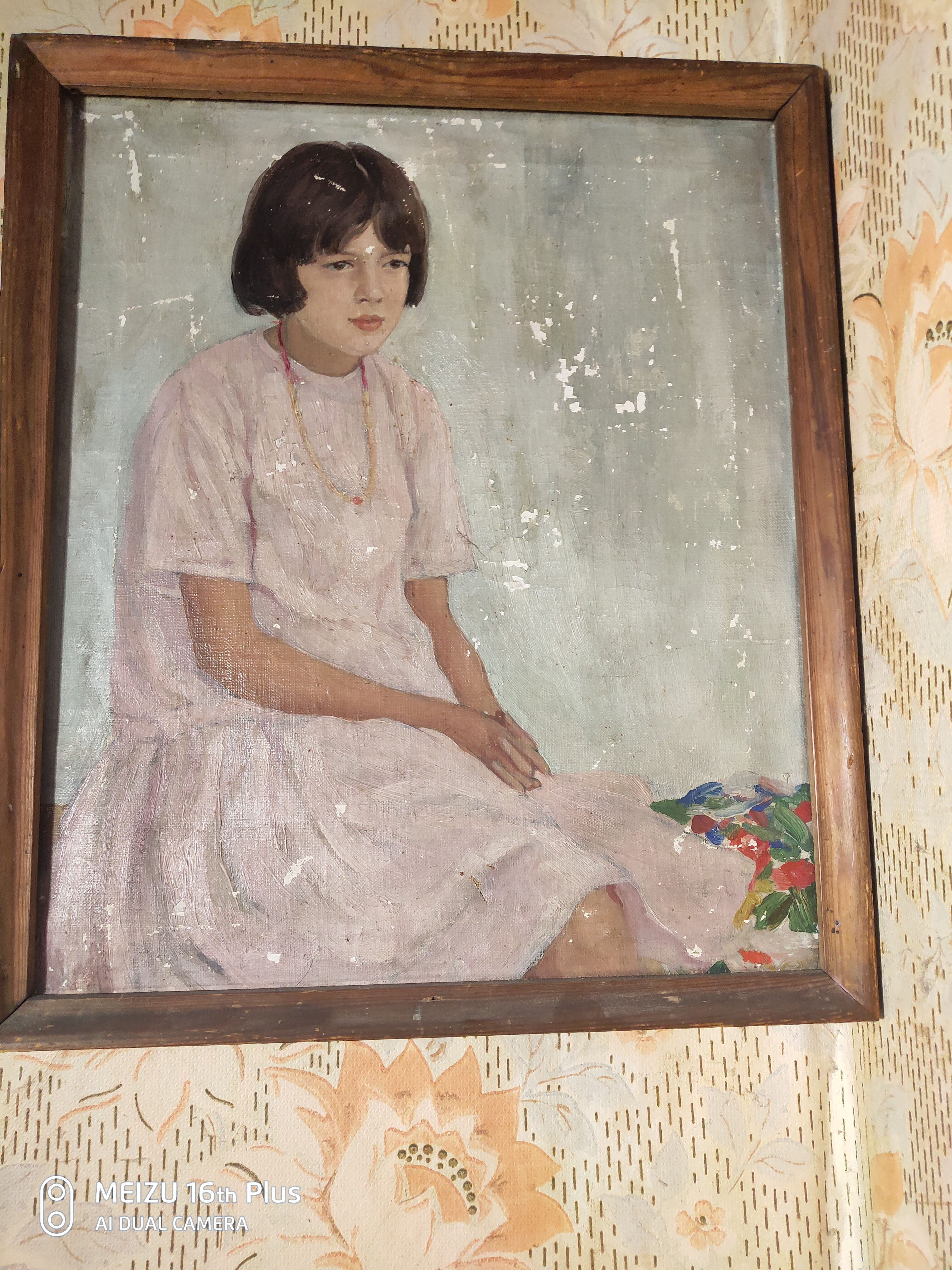

Степан Романович Надольский  (13 декабря 1882 года, село Ужур Ужурского района Красноярского края — 1943 год, Рубцовский район, Алтайский край) — русский советский скульптор. Член Союза художников СССР (1933).

## Биография
Родился 13 декабря 1882 года в селе Ужур Ачинского уезда Енисейской губернии (ныне Ужурский район Красноярского края). Его отец, польский граф, был участником польского восстания (1863-1864), после поражения которого был выслан из родового поместья в селе Надольщина (возле Ченстохова), заключен в Шлиссельбургскую крепость, а затем выслан в сибирское поселение на Абаканский рудоплавильный завод. Мать – крестьянка Ужурской волости, хакаска по национальности.
Учился в Красноярской гимназии, по окончании которой  уехал в Москву, где поступил в вечерний класс лепки Центрального художественно-промышленного училища им. Строганова.
В 1904 году продолжил учебу вольнослушателем Высшего художественного училища при Императорской Академии художеств у профессора В. А. Беклемишева (скульптура) и по рисунку — в мастерской профессора Я. Ф. Ционглинского.
Зимой 1905 года был на баррикадах Васильевского острова Санкт-Петербурга, после чего арестован, посажен в тюрьму «Кресты» (1906). В 1907 году был выслан из города.

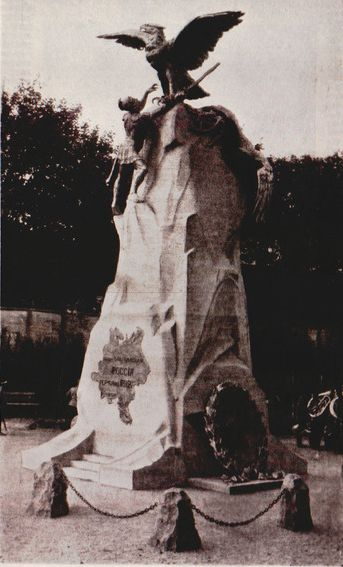
Памятник героям Отечественной войны 1812 года

С 1907 по 1918 годы проживал в Москве. Был в числе организаторов артели архитектурной скульптуры, декоративной лепки и камнеобработки, работал в Абрамцево в керамических мастерских Саввы Мамонтова.
В Москве принимал участие в создании скульптурных элементов памятников. Им была создана скульптурная группа орлов памятника защитникам Смоленска в Отечественную  войну 1812 года. Памятник был сооружен по проекту архитектора Н. С. Шуцмана,  открыт 10 сентября 1913 года.
В 1918 году скульптор уехал Москвы в Сибирь для поиска мрамора. В 1918—1923 годах он жил в Бийске, потом в Барнауле, преподавал в художественной школе, создавал скульптурные портреты, памятники В. И. Ленину и  К. Марксу.
В 1921 году создал барельеф на фронтоне Дворца революции, нынешнего здания администрации Барнаула. На барельефе изображены рабочий и крестьянин с атрибутами советской власти.
С 1924 года жил в Новониколаевске. В 1926 году им были созданы статуи рабочего и крестьянина, установленные на здании rрайкома ВКП(б), ныне здание Новосибирского государственного художественного музея. В 1931 году вернулся в Москву.

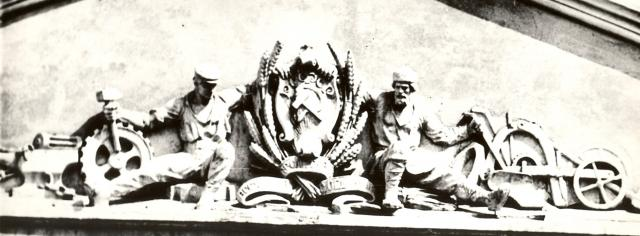
Надольский С. Р. Скульптура на тимпане фронтона Дворца революции, ныне мэрия Барнаула, 1923-1925)

В 1930-х годах выполнил скульптуры «Ойрот, читающий книгу» и «Доярка» для павильона «Сибирь» Всесоюзной сельскохозяйственной выставки. В 1933 году был принят в Союз художников СССР. В 1939 году работал над рельефом советского павильона на Всемирной выставке в Нью-Йорке.
Предположительно, в начале 1940-х годов был командирован на Алтай на поиски материала для скульптур для строящегося Дворца Советов. Там он, по пути в Барнаул, в 1943 году, скончался на ж/д станции недалеко от города Рубцовска. Точная дата смерти не известна, предполагаемая причина — воспаление легких.
У художника остались родственники, из них ближайший это внук Ян Донатович Надольский; в его  домашней коллекции, в частности, хранятся 2 картины художника: портрет его дочери (в 12 лет она скончалась от костного туберкулеза после несчастного случая, вызванного падением с качелей и назначенного ей неправильного лечения ее врачом), вторая картина это автопортрет художника. Обе картины были привезены сыном художника Д. С. Надольским в 1972 году после смерти жены художника Надольской Нины Александровны из Новосибирска.
В настоящее время произведения скульптора представлены в Новосибирском государственном художественном музее.